# Pseudovates arizonae
Pseudovates arizonae är en bönsyrseart som beskrevs av Morgan Hebard 1935. Pseudovates arizonae ingår i släktet Pseudovates och familjen Mantidae. Inga underarter finns listade i Catalogue of Life.